# Prislovno določilo
Prislôvno določílo je vrsta stavčnega člena, ki dopolnjuje stavek s podatkom o okoliščinah (kraju, času, vzroku ali načinu) dogajanja, stanja ...
V stavku je lahko več prislovnih določil. Pri podčrtovanju jih označujemo s črtkami v desno. 
Glede na število polnopomenskih besed, ki jih prislovno določilo vsebuje, je golo (samo ena polnopomenska beseda, na primer v soboto) ali zloženo (dve ali več polnopomenskih besed, na primer v soboto in nedeljo). Slednje je lahko zloženo podredno (polnopomenske besede niso enakovredne, na primer ob lepem vremenu) ali priredno (polnopomenske besede so enakovredne, na primer v soboto in nedeljo).

## Vrste prislovnih določil
Glede na vrsto okoliščine, ki jo prislovno določilo izraža, oziroma glede na vprašalnico, s katero se po določenem prislovnem določilu vprašamo, ločimo:
- prislovno določilo kraja (Ana je doma.)
- prislovno določilo časa (Ana pride jutri.)
- prislovno določilo količine časa (Ana je bila tri dni doma. – Ana je po navadi zdrava.)
- prislovno določilo lastnosti, ki se deli v štiri podskupine:
  - prislovno določilo načina (Kašelj ji je grobo razdražil grlo.)
  - prislovno določilo sredstva in orodja (Kašelj je pozdravila s čajem in medom.)
  - prislovno določilo primere (Gripa je veliko hujša kot kašelj.)
  - prislovno določilo mere (Gripa je veliko hujša kot kašelj.)
- prislovno določilo izida/posledice (Ana je kašljala do onemoglosti.)
- prislovno določilo vršilca glagolskega dejanja (Ana je bila oblegana z zdravniki z vseh strani.)
- prislovno določilo vzročnosti:
  - prislovno določilo ozira (Po zdravnikovem mnenju mora veliko počivati.)
  - prislovno določilo vzroka (Ana se je od dolgega časa zjokala. – Ana je bila tri dni doma zaradi bolezni.))
  - prislovno določilo namena (Da bi ozdravela, mora veliko počivati.)
  - prislovno določilo pogoja (V šolo bo šla le, če bo zares zdrava.)
  - prislovno določilo dopuščanja (Domače naloge lahko piše, četudi jo boli glava.)

(Za potrebe osnovne in srednje šole se uporabljajo le štiri prislovna določila: kraja, časa, vzroka in načina.)